# Corona di Polonia

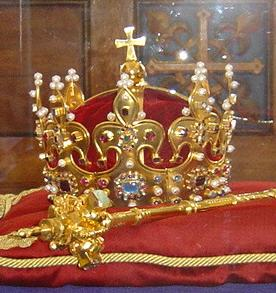
La copia della corona di Polonia.

La corona di Polonia, detta anche corona di Boleslao I di Polonia, secondo la leggenda venne consegnata al primo re di Polonia da Ottone III di Sassonia.
In realtà è stata realizzata nel 1320 a Cracovia per Ladislao I di Polonia. La corona, andata perduta nel corso dei secoli, conteneva un totale di 474 pietre preziose e perle e veniva tradizionalmente utilizzata per la cerimonia di incoronazione dei re polacchi insieme con lo Szczerbiec, una spada regale.
La corona è stata usata per l'ultima volta durante l'incoronazione di Stanislao II Augusto Poniatowski il 25 novembre 1764 nella cattedrale di San Giovanni a Varsavia.
Una replica della corona è oggi esposta a Nowy Sącz, in Polonia.